# Hapalioloemus gastrulus
Hapalioloemus gastrulus är en tvåvingeart som först beskrevs av Louis-Paul Mesnil 1957. Hapalioloemus gastrulus ingår i släktet Hapalioloemus och familjen parasitflugor.
Artens utbredningsområde är Myanmar. Inga underarter finns listade i Catalogue of Life.